# Repceszár-ormányos
A repceszár-ormányos (Ceutorhynchus pallidactylus) az ormányosbogár-félék (Curculionidae) családjába, a Ceutorhychinae alcsaládba tartozó faj. Az őszi káposztarepce és más keresztesvirágú termesztett növényfaj jelentős tavaszi kártevője.

## Elterjedése
Egész Európában előfordul. Magyarországon mindenütt elterjedt és gyakori, ahol tápnövényei előfordulnak. Európán kívül megtalálható még Észak-Afrikában és Észak-Amerikában is.

## Megjelenése
Apró termetű ovális alakú ormányosbogár, hosszúsága 2,6-3,2 mm körül alakul. Teste alapszíne fekete, melyet sűrűn borítanak szürkés, világosabb pikkelyfoltok. A pajzsocska körül jól látható fehér szőrfolt helyezkedik el. Ormánya erősen megnyúlt, lábfejei sárgásvörösek.
Tojásai kezdetben fehérek, később megsárgulnak, jelentős vízfelvétel következtében megduzzadnak.
Lárvája más ormányosbogarakéhoz hasonlóan lábatlan, kukac típusú lárva. Fehér színű, feje barnássárga. A kifejlett, L3-as lárvák mérete 0,5 mm körül alakul. A bábok átlagos hossza 3 mm, színe fehér.

## Életmódja, kártétele
Tápnövényei közé különböző keresztesvirágúak tartoznak, köztük számos termesztett kultúrnövény, melyeken károkat is okozhat. Jelentősége növénykultúránként erősen eltérő. Míg a káposztafélék termesztése során az egyik legjelentősebb, érzékeny károkat okozó kártevő, a repcetermesztésben gazdasági jelentősége lényegesen kisebb.

Mind az imágó, mind a lárva növényi táplálkozású, a jelentősebb kártevő alak a lárva. Az imágó kora tavasszal aktivizálódik, az érési táplálkozása során a tápnövény leveleit, szárát hámozgatja szabálytalanul. A párzás után ormányával lyukat fúr a tápnövény szárába, levélnyelébe, vagy a levél főerébe, melybe elhelyezi a tojásait, nőstényenként 120-340 db-ot. A kikelő imágók minden esetben a tápnövény szárába fúrják magukat, ahol felülfől lefelé készítenek járatokat, itt táplálkoznak a növény bélszöveteivel. Nagyjából egy hónap után a kifejlett lárvák a növényből kirágják magukat és a talajban bábozódnak általában 5–10 cm-es mélységben. Az imágó június első felében bújik elő, táplálkozik, majd nyár közepétől telelőre vonul. A telet erdőszélek, erdősávok avarjában tölti, majd tavasszal innen fertőzi a káposzta- és repcetáblákat.
A különböző kultúrnövényeken károsításának mértéke jelentősen eltérő lehet. Repceállományokban kártételét általában nem kíséri jelentős terméskiesés, bár erős fertőzöttség esetén szártörés gyakori lehet. Továbbá más repcekártevők elleni védekezés a repceszár-ormányos ellen is hatásos védelmet nyújt. A faj a káposztaféléknek (fejes káposzta, karfiol) nagy jelentőségű kártevője, a kultúrák növényvédelmét meghatározó károsító.

## Védekezés

### Előrejelzése
A faj tavaszi rajzásmenete a növényállományokba, a növényállomány magasságába kihelyezett Moericke-féle sárgatálakkal, illetve sárga ragacslapokkal kiválóan nyomonkövethető. Ennek alapján megítélhető a kémiai védekezés szükségessége.

### Kémiai védekezés
Az imágók rajzásakor méhkímélő technológiával alkalmazott piretroidos, szerves-foszforsavészteres, illetve kloronikotinil-származékokkal végzett inszekticides kezelések megfelelő hatékonyságúak. A repcében más kártevők ellen irányuló kezelések a repce-szárormányos ellen is hatásosak. Káposztában már a palántanevelés során, majd a kiültetés után is védekezni kell.